# Stor-Björken
Stor-Björken är en sjö i Degerfors kommun i Närke och ingår i Norrströms huvudavrinningsområde. Sjön är 21 meter djup, har en yta på 4,31 kvadratkilometer och befinner sig 92,1 meter över havet. Vid provfiske har bland annat abborre, braxen, gers och gädda fångats i sjön.

## Delavrinningsområde
Stor-Björken ingår i det delavrinningsområde (656244-142434) som SMHI kallar för Utloppet av Stor-Björken. Medelhöjden är 120 meter över havet och ytan är 50,81 kvadratkilometer. Räknas de 3 avrinningsområdena uppströms in blir den ackumulerade arean 124,41 kvadratkilometer. Svartån som avvattnar avrinningsområdet har biflödesordning 2, vilket innebär att vattnet flödar genom totalt 2 vattendrag innan det når havet efter 282 kilometer. Avrinningsområdet består mestadels av skog (78 procent). Avrinningsområdet har 5,54 kvadratkilometer vattenytor vilket ger det en sjöprocent på 10,9 procent. Bebyggelsen i området täcker en yta av 0,61 kvadratkilometer eller 1 procent av avrinningsområdet.

## Fisk
Vid provfiske har följande fisk fångats i sjön:
- Abborre
- Braxen
- Gärs
- Gädda
- Gös
- Lake
- Löja
- Mört
- Siklöja